# BMW Sauber F1.08
De BMW Sauber F1.08 is een Formule 1-auto die gebruikt werd door BMW Sauber in het seizoen 2008. De wagen werd op 14 januari 2008 voorgesteld in München. Het was de eerste BMW Sauber die niet ontworpen was door Jörg Zander die bij Honda F1 aan de slag was gegaan.
De eerste helft van het seizoen was bijzonder succesvol voor BMW Sauber, met als hoogtepunt een overwinning in de Grand Prix van Canada voor Robert Kubica en een tweede plaats van Nick Heidfeld. Uiteindelijk werd het team derde in het constructeurskampioenschap.

## Resultaten
| Resultaat                       |
| ------------------------------- |
| Winnaar                         |
| Tweede plaats                   |
| Derde plaats                    |
| Gefinisht (punten behaald)      |
| Gefinisht (geen punten behaald) |
| Niet geklasseerd (NC)           |
| Uitgevallen (DNF)               |
| Niet gekwalificeerd (DNQ)       |
| Gediskwalificeerd (DSQ)         |
| Niet gestart (DNS)              |
| Gewond (INJ)                    |
| Uitgesloten (EX)                |
| Teruggetrokken (WD)             |
| Niet deelgenomen (blanco cel)   |
| P Pole position                 |
| S Snelste ronde                 |

| Jaar | Chassis          | Motor        | Banden | Coureurs      | 1   | 2   | 3   | 4   | 5   | 6   | 7   | 8   | 9   | 10  | 11  | 12  | 13  | 14  | 15  | 16  | 17  | 18  | Punten | WK-plaats |
| ---- | ---------------- | ------------ | ------ | ------------- | --- | --- | --- | --- | --- | --- | --- | --- | --- | --- | --- | --- | --- | --- | --- | --- | --- | --- | ------ | --------- |
| 2008 | BMW Sauber F1.08 | BMW P86/8 V8 | B      |               | AUS | MAL | BHR | SPA | TUR | MON | CAN | FRA | GBR | DUI | HON | EUR | BEL | ITA | SIN | JPN | CHN | BRA | 71     | Brons     |
| 2008 | BMW Sauber F1.08 | BMW P86/8 V8 | B      | Nick Heidfeld | 2   | 6S  | 4   | 9   | 5   | 14  | 2   | 13  | 2   | 4S  | 10  | 9   | 2   | 5   | 6   | 9   | 5   | 10  | 71     | Brons     |
| 2008 | BMW Sauber F1.08 | BMW P86/8 V8 | B      | Robert Kubica | DNF | 2   | 3P  | 4   | 4   | 2   | 1   | 5   | DNF | 7   | 8   | 3   | 6   | 3   | 11  | 2   | 6   | 11  | 71     | Brons     |
| Jaar | Chassis          | Motor        | Banden | Coureurs      | 1   | 2   | 3   | 4   | 5   | 6   | 7   | 8   | 9   | 10  | 11  | 12  | 13  | 14  | 15  | 16  | 17  | 18  | Punten | WK-plaats |